# Pandhurna
Pandhurna là một thành phố và khu đô thị của quận Chhindwara thuộc bang Madhya Pradesh, Ấn Độ.

## Địa lý
Pandhurna có vị trí 21°36′B 78°31′Đ / 21,6°B 78,52°Đ Nó có độ cao trung bình là 474 mét (1555 feet).

## Nhân khẩu
Theo điều tra dân số năm 2001 của Ấn Độ, Pandhurna có dân số 40.906 người. Phái nam chiếm 52% tổng số dân và phái nữ chiếm 48%. Pandhurna có tỷ lệ 72% biết đọc biết viết, cao hơn tỷ lệ trung bình toàn quốc là 59,5%: tỷ lệ cho phái nam là 78%, và tỷ lệ cho phái nữ là 66%. Tại Pandhurna, 12% dân số nhỏ hơn 6 tuổi.